# Chongqing-Tempel
Der Chongqing-Tempel (chinesisch 崇庆寺, Pinyin Chóngqìng sì, englisch Chongqing Temple) ist ein buddhistischer Tempel am Fuß des Ziyun Shan 紫云山 in der Großgemeinde Setou 色头镇 des Kreises Zhangzi der chinesischen Provinz Shanxi. Er wurde im Jahr 1016 in der Zeit der Nördlichen Song-Dynastie errichtet.
Der Tempel beherbergt in der Dashi-Halle an seiner Westseite lebensnahe Skulpturengruppen aus bemaltem Ton aus der Zeit der Nördlichen Song-Dynastie: die drei Bodhisattvas Guanyin (Avalokitesvara), Wenshu (Manjusri) und Puxian (Samantabhadra) sowie die Achtzehn Arhats (Shiba Luohan).
Der Chongqing-Tempel (Chongqing si) steht seit 1996 auf der Liste der Denkmäler der Volksrepublik China (4-98).
Koordinaten: 35° 58′ 50,5″ N, 112° 57′ 35,3″ O